# Israman

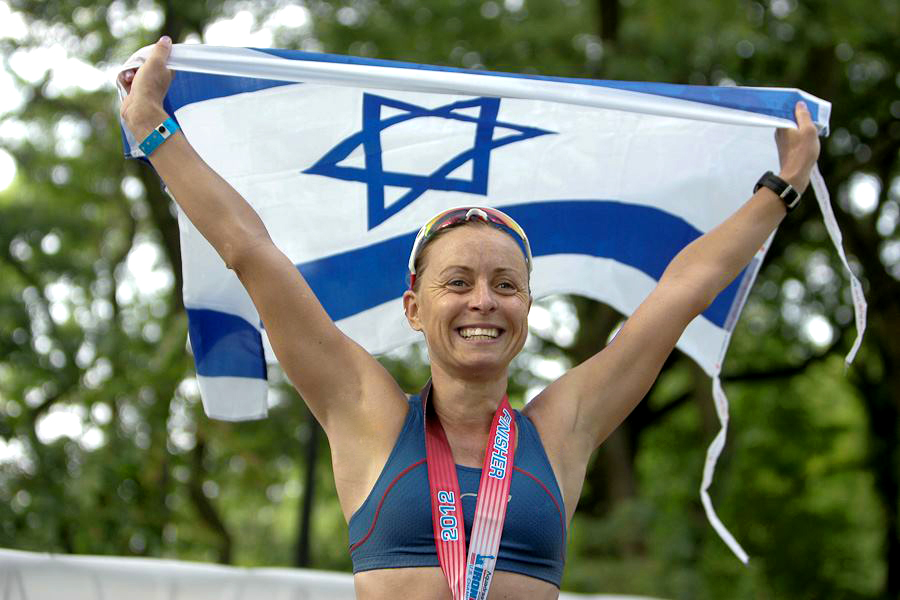
Nina Pekerman aus Israel, fünffache Siegerin auf der Halb- (2009/11/12) und Langdistanz (2010/14)

Der Israman ist eine seit 1999 jährlich im Januar/Februar stattfindende Sportveranstaltung im Triathlon über die Halbdistanz und Langdistanz (3,8 km Schwimmen, 180 km Radfahren und 42,195 km Laufen) in der Stadt Eilat in der südlichen Negev, einer Wüstenlandschaft in Israel.

## Organisation
Im Dezember 1999 wurde der erste Triathlon auf der Langdistanz in Israel ausgetragen und es standen 26 Athleten am Start. Bei der zweiten Austragung im Folgejahr starteten 20 Athleten über die Langdistanz (Israman 226) und 40 beim Rennen über die Halbdistanz. 2001 wurde nur das Rennen auf der Halbdistanz ausgetragen.
2006 wurde nach vier Jahren Pause wieder zwei Rennen über die Halb- (Israman 113) und Langdistanz (Israman 226) ausgetragen. 2007 gab es nur ein Rennen über die Halbdistanz. Der Streckenrekord wird seit 2010 mit 9:24:40 h von Gilad Rotem aus Israel gehalten – wobei der Streckenverlauf im Laufe der Jahre immer wieder geändert wurde und die Zeiten nur bedingt vergleichbar sind.
Als erster Deutscher konnte Marc Pschebizin den Wettkampf 2011 nach 9:49 h für sich entscheiden.
2013 starteten 1100 Athleten aus 17 Ländern. Der Tscheche Petr Vabroušek konnte den Wettkampf vor Bert Candel und Marc Pschebizin in 10:22:38 h gewinnen. 2014 waren hier 1200 Athleten aus 26 Ländern am Start.
2016 konnte Bart Candel am 30. Januar seinen Titel aus dem Vorjahr erfolgreich verteidigen und bei den Frauen ging der Sieg an Antonina Reznikov aus Israel, die im Vorjahr noch auf der Halbdistanz gestartet war und dort den dritten Rang belegt hatte.
Der Deutsche Till Schramm konnte das Rennen auf der Langdistanz im Jahr 2018 mit seiner Siegerzeit von 9:39:20 h für sich entscheiden.
2021 musste das Rennen auf Grund der Corona-Pandemie abgesagt werden.
2022 konnte Dan Altermann seinen zweiten Sieg nach 2017 erringen. Bei den Frauen gewann die Agegroup-Athletin Limor Hagani.

## Streckenverlauf
- Die 3,8 km lange Schwimmstrecke führt als mehrfacher Rundkurs entlang des Roten Meeres.
- Die Radstrecke über 180 km führt durch das Umland und das Arava Tal.
- Der abschließende Marathon findet auf den Straßen des Badeortes Eilat und der nahen Umgebung statt.[7]

## Siegerliste

### Langdistanz (Israman 226)
| Datum/Jahr    | Männer             | Männer                   | Männer          | Frauen                | Frauen            | Frauen              |
| Datum/Jahr    | Erster Platz       | Zweiter Platz            | Dritter Platz   | Erster Platz          | Zweiter Platz     | Dritter Platz       |
| ------------- | ------------------ | ------------------------ | --------------- | --------------------- | ----------------- | ------------------- |
| 28. Jan. 2022 | Dan Alterman -2-   | Dan Kony Ovchinikov      | Amit Shaked     | Limor Hagani          | Irena Mazin       | Shani Naot          |
| 31. Jan. 2020 | Omri Gazit         | Dan Alterman             | Amit Shaked     | Antonina Reznikov -4- | Irena Mazin       | Liraz Aharon        |
| 29. Jan. 2019 | Christian Altstadt | Dan Alterman             | Marco Corti     | Antonina Reznikov -3- | Parys Edwards     | Oleksandra Hryshyna |
| 26. Jan. 2018 | Till Schramm       | David Jilek              | Hywel Davies    | Antonina Reznikov -2- | Simona Křivánková | Carmen Macheriotou  |
| 27. Jan. 2017 | Dan Alterman       | Dan Kony Ovchinikov      | Ohad Sinai      | Laurel Wassner        | Rebeccah Wassner  | Irena Mazin         |
| 30. Jan. 2016 | Bart Candel -2-    | Petr Vabroušek           | Hywel Davies    | Antonina Reznikov     | Vanessa Pereira   | Inbar Zahavi        |
| 30. Jan. 2015 | Bart Candel        | Sérgio Marques           | Petr Vabroušek  | Irena Mazin -2-       | Inbar Zahavi      | Zsuzsanna Harsányi  |
| 17. Jan. 2014 | Petr Vabroušek -2- | Tom Marmarelli           | Nir Menachem    | Nina Pekerman -2-     | Irena Mazin       | Zsuzsanna Harsányi  |
| 25. Jan. 2013 | Petr Vabroušek     | Bart Candel              | Tom Marmarelli  | Dora Heller -2-       | Irena Mazin       | Keren Meretz        |
| 20. Jan. 2012 | Tom Marmarelli     | Lior Zach Maor           | Amir Bachar     | Irena Mazin           | Dora Heller       | Miriam Bar On       |
| 2011          | Marc Pschebizin    | Jonathan Gilbert Shearon | Matan Kassif    | Dora Heller           |                   |                     |
| 2010          | Gilad Rotem        | Konrad von Allmen        | Sebastian Hauer | Nina Pekerman         |                   |                     |
| 2009          | Konrad von Allmen  | Lior Zach Maor           | Vadim Surayev   | Shani Zilberman       |                   |                     |
| 2006          | Shay Pipman        | Nir Boim                 | Ofer Eitan      | Hanna Ben Shoan -2-   | –                 | –                   |
| 4. Nov. 2000  | Mair Kanner        | John Klain               |                 | Hanna Ben Shoan       |                   |                     |
| Dez. 1999     | Scott Willett      |                          |                 | Julie Willett         |                   |                     |

### Halbdistanz (Israman 113)
| Datum/Jahr    | Männer             | Männer            | Männer              | Frauen            | Frauen             | Frauen            |
| Datum/Jahr    | Erster Platz       | Zweiter Platz     | Dritter Platz       | Erster Platz      | Zweiter Platz      | Dritter Platz     |
| ------------- | ------------------ | ----------------- | ------------------- | ----------------- | ------------------ | ----------------- |
| 28. Jan. 2022 | Roee Zoarets       | Eshed Itamar      | Udi Alhanaty        | Antonina Reznikov | Hadas Mazar        | Ronnie Zawlik     |
| 31. Jan. 2020 | Diego Van Looy -2- | Erik-Simon Strijk | Roee Zoarets        | Nicola Spirig     | Katharina Grohmann | Hadas Mazar       |
| 27. Jan. 2017 | Ben Collins -2-    | Massimo Cigana    | Diederik Scheltinga | Jenny Fletcher    | Martina Dogana     | Hadas Mazar       |
| 30. Jan. 2016 | Ben Collins        | Evert Scheltinga  | Diederik Scheltinga | Alice Hector -2-  | Martina Dogana     | Dora Heller       |
| 30. Jan. 2015 | Massimo Cigana     | Edo Van Der Meer  | Dmitry Grabovskyy   | Martina Dogana    | Nina Pekerman      | Antonina Reznikov |
| 17. Jan. 2014 | Edo Van Der Meer   | Gergo Molnar      | Ran Alterman        | Alice Hector      | Antonina Reznikov  | Ayelet Ben David  |
| 25. Jan. 2013 | Lior Zach Maor     | Anders Stampe     | Maarten van Kooij   | Nina Pekerman -4- | Oriane Hertz       | Lilach Bar-Natan  |
| 2012          | Rory Maguire       |                   |                     | Nina Pekerman -3- |                    |                   |
| 21. Jan. 2011 | Gilad Rotem        | Lothar Leder      | Fabian Conrad       | Nina Pekerman -2- | Nicole Best        | Keren Meretz      |
| 2010          | Stav Bassan        |                   |                     | Dora Heller       |                    |                   |
| 2009          | Gonen Harpaz       |                   |                     | Nina Pekerman     |                    |                   |
| 2007          | Avner Shimron      | Michael Gatlan    | Ran Shilon          |                   | Ariela Dantziger   | Dvora Golan       |
| 2006          | Gavin Canning      | Avner Shimron     | Michael Gatlan      | Orit Bar          | Tal Heller         |                   |
| 2001          | Shay Pipman        | Yanai Cohen       | Golan Uliel         | Hadas Jacobi      | Dalit Shiff        | Tali Ben Yaacov   |